# Courier (krój pisma)
Courier – nieproporcjonalny (o stałej szerokości) krój pisma, podobny do krojów używanych w maszynach do pisania. Została ona zamówiona w latach pięćdziesiątych przez IBM do użycia w maszynach do pisania tej firmy. Firma IBM nie zdecydowała się na opatentowanie tego kroju czcionki i wkrótce po jego pojawieniu się został on skopiowany przez innych producentów i stał się nieoficjalnym standardem. Font Courier New, zastosowany po raz pierwszy w Windows 3.x, aż do Windows XP był głównym fontem maszynowym systemu Windows; zastąpiony został dopiero fontem Consolas w Windows Vista.

## Przykład
Jeżeli na Twoim komputerze zainstalowana jest czcionka Courier lub Courier New, poniższy paragraf wyświetlony jest tym krojem pisma:
Lorem ipsum dolor sit amet, consectetur adipisicing elit, sed do eiusmod tempor incididunt ut labore et dolore magna aliqua. Ut enim ad minim veniam, quis nostrud exercitation ullamco laboris nisi ut aliquip ex ea commodo consequat. Duis aute irure dolor in reprehenderit in voluptate velit esse cillum dolore eu fugiat nulla pariatur. Excepteur sint occaecat cupidatat non proident, sunt in culpa qui officia deserunt mollit anim id est laborum. Cyfry: 0123456789; polskie znaki diakrytyczne: ąćęłńóśźżĄĆĘŁŃÓŚŹŻ; znaki podobne: l I 1 , O 0 ; przykład transkrypcji IPA: /ɪɡ'zɑːmpəl əv aɪpiː'eɪ tɹɑːn'skɹɪpʃən/. Arabski: العربية (al-ʻarabiyyah); chiński: 这是一些汉字。 (zhè shì yī xiē hàn zì.); cyrylica: Кириллица (kirillitsa); grecki: Ελληνικά (elliniká); khmerski: កខ; litery skandynawskie: ÅÄÆÖØ åäæöø; tajski: ฟหกดึ้.